# Der Junge von damals
Der Junge von damals ist das fünfte Soloalbum des deutschen Rappers Kay One. Es wurde am 2. September 2016 als Standard- und Deluxe-Edition, inklusive Bonus-EP, Instrumentals, DVD, T-Shirt und Poster, veröffentlicht.

## Produktion
Das Album wurde unter anderem von dem Musikproduzenten Gorex produziert.

## Covergestaltung
Das Albumcover zeigt Kay One, der mit gesenktem Kopf eine Straße entlang läuft. Er trägt eine Sonnenbrille und seine Jacke über der Schulter. Im Hintergrund sind Landschaft, Berge und bewölkter Himmel zu sehen. Im oberen Teil des Bildes befinden sich die braunen Schriftzüge Kay One und Der Junge von damals.

## Gastbeiträge
Auf zehn bzw. 13 Liedern des Albums sind neben Kay One weitere Künstler vertreten. So hat die Sängerin Michelle Mendes allein fünf Gastbeiträge auf den Songs Das Öl wurde zu Blut, Beverly Hills, Irgendwann, Eingetauscht und Denkmal, während bei Shake That der US-amerikanische R&B-Sänger Brandon Beal zu hören ist. Der Track Baller stellt eine Zusammenarbeit mit dem deutschen Rapper Manuellsen dar und auf Unsterblich wird Kay One von dem Sänger Philippe Heithier unterstützt. Außerdem hat der australische Sänger Faydee Gastauftritte in den Stücken Believe und One Day. Die Bonus-EP der Deluxe-Edition enthält des Weiteren Beiträge des US-amerikanischen Sängers Mario Winans (What Happened) und der Rapper Al-Gear und Nizar (beide auf Rasieren) sowie von Michelle Mendes (Tomorrow Is Never Coming).

## Titelliste
| #  | Titel                | Gastmusiker       | Länge |
| -- | -------------------- | ----------------- | ----- |
| 1  | Paff Paff Pass       |                   | 3:14  |
| 2  | Shake That           | Brandon Beal      | 4:16  |
| 3  | Lookalikes           |                   | 2:37  |
| 4  | Der Junge von damals |                   | 3:16  |
| 5  | Herr Reichert        |                   | 3:57  |
| 6  | Lederjacke           |                   | 3:12  |
| 7  | Das Öl wurde zu Blut | Michelle Mendes   | 3:53  |
| 8  | Believe              | Faydee            | 3:55  |
| 9  | Baller               | Manuellsen        | 4:06  |
| 10 | Beverly Hills        | Michelle Mendes   | 3:03  |
| 11 | Irgendwann           | Michelle Mendes   | 5:13  |
| 12 | Mile High Club       |                   | 3:03  |
| 13 | Unsterblich          | Philippe Heithier | 3:32  |
| 14 | GTA                  |                   | 3:09  |
| 15 | Eingetauscht         | Michelle Mendes   | 3:36  |
| 16 | One Day              | Faydee            | 4:30  |
| 17 | Dagobert Duck        |                   | 2:45  |
| 18 | Denkmal              | Michelle Mendes   | 4:09  |

Bonus-EP der Deluxe-Edition:
| # | Titel                    | Gastmusiker       | Länge |
| - | ------------------------ | ----------------- | ----- |
| 1 | Tomorrow Is Never Coming | Michelle Mendes   |       |
| 2 | Rasieren                 | Al-Gear und Nizar |       |
| 3 | Thriller from Manila     |                   |       |
| 4 | What Happened            | Mario Winans      |       |
| 5 | Freestyle                |                   |       |

## Chartplatzierungen und Singles
| Professionelle Bewertungen | Professionelle Bewertungen |
| -------------------------- | -------------------------- |
| Kritiken                   |                            |
| Quelle                     | Bewertung                  |
| laut.de                    | [ 3 ]                      |
| rappers.in                 | [ 4 ]                      |
| Backspin                   | [ 5 ]                      |

Der Junge von damals stieg am 9. September 2016 auf Platz 3 in die deutschen Charts ein und konnte sich vier Wochen in den Top 100 halten.
Am 29. Juli 2016 wurde ein Splitvideo zu den Liedern Lookalikes und Mile High Club veröffentlicht, welche zeitgleich als Singles zum Download ausgekoppelt wurden. Die dritte Auskopplung zum Titelsong Der Junge von damals erschien am 19. August und am 23. August 2016 folgte ein Musikvideo zum Track Das Öl wurde zu Blut. Am 26. August 2016 wurde die vierte Single Believe veröffentlicht und am 26. Februar 2017 erschien ein Video zu Unsterblich.